# 陳大綬
陳大綬 （?—1622年），字長卿，号赤石，江西饒州府浮梁縣人。明朝政治人物。

## 生平
萬歷二十二年甲午科江西鄉試第十五名舉人，二十三年乙未科會試第三十八名，廷試三甲第五十一名進士，工部觀政，本年六月授知泾县，清正不阿，民用宁辑。其所拔士相继取巍科。二十九年陞南京工部屯田司主事，調兵部職方司郎中，出督學兩浙僉事，萬曆三十八年二月晉湖廣右參議，四十一年移福建參議，遂告養歸里，依依子舍者十餘載。天启元年正月，復除原任福建右参议陈大绶于四川。三月改尚寳司少卿，二年正月升太僕寺少卿。同年卒，贈太仆寺卿。

## 家族
曾祖陳德鑑。祖陳閏，贈知縣。父陳時霖，舉人、知縣。母金氏，贈孺人；生母馬氏，封孺人。具庆下。弟陳大繡（舉人）、大雅（庠生）。